# Perchta

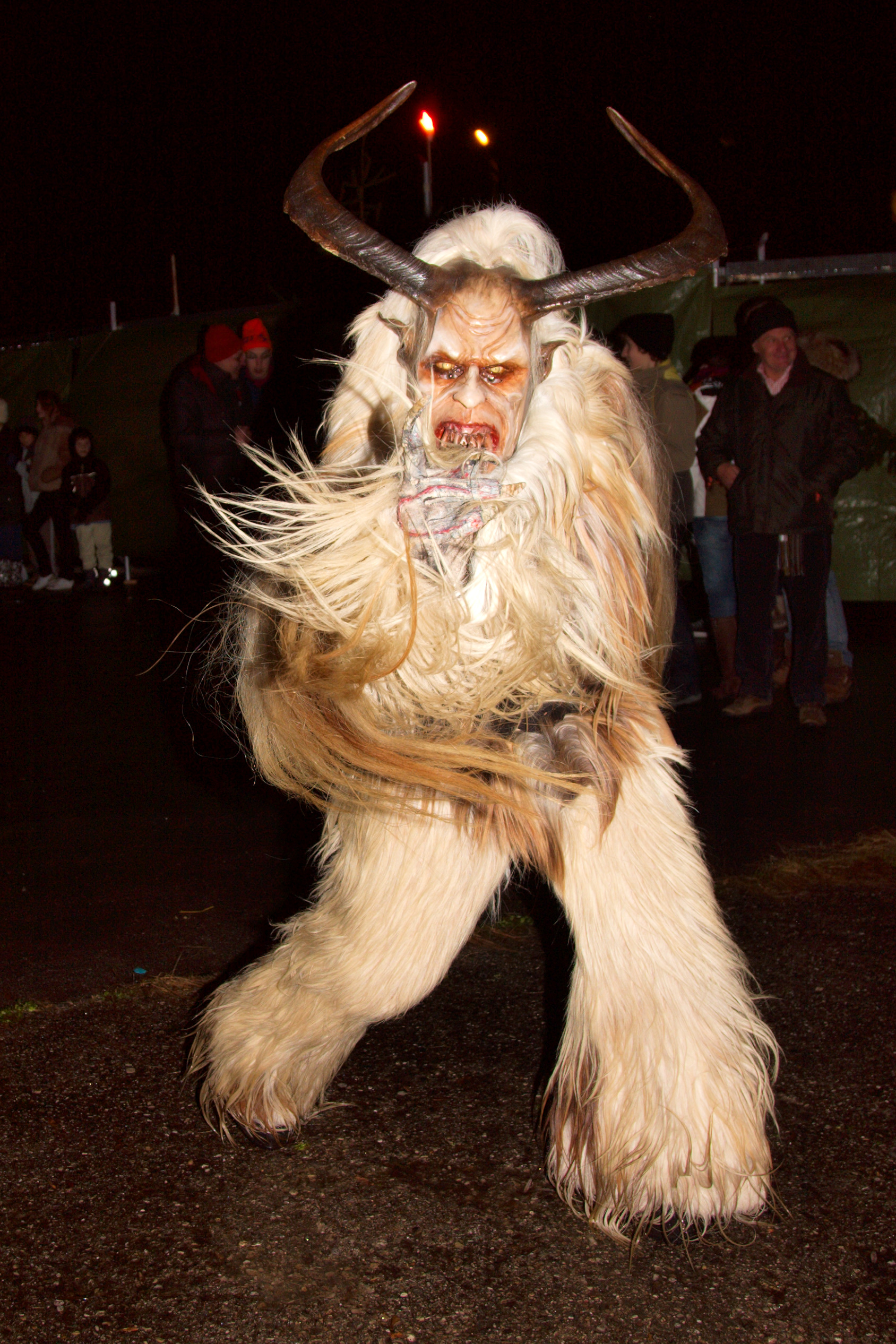
Maschera di Perchten, Klagenfurt, Austria.

Perchta o Berchta (anche: Bertha), ed altre varianti, era una volta conosciuta come una divinità nelle tradizioni alpine pre-cristiane. Il suo nome significa "La Splendente". Le parole peraht, berht e  brecht significano radioso, luminoso e/o bianco.
Perchta è anche chiamata la "Signora delle Bestie". Era una guardiana del mondo animale e della natura nelle antiche culture cacciatrici Germaniche, probabilmente dalle stesse origini di Holda.
Secondo Grimm e Motz, Perchta è cugina di Holda, in quanto si contendono il titolo di signora delle bestie e compaiono nei dodici giorni compresi tra il Natale e l'Epifania.
In alcune descrizioni Perchta ha due forme: può apparire bella e bianca come la neve oppure vecchia ed anziana. In Italia la Perchta è associabile alla Befana.